# Cryptus antiquus
Cryptus antiquus är en stekelart som beskrevs av Oswald Heer 1850. Cryptus antiquus ingår i släktet Cryptus och familjen brokparasitsteklar. Inga underarter finns listade i Catalogue of Life.